# Krahwinkel (Ruppichteroth)
Krahwinkel ist ein Ortsteil der Gemeinde Ruppichteroth im nordrhein-westfälischen Rhein-Sieg-Kreis.

## Name
Der Ortsname steht nicht unbedingt für ein Krähenvorkommen, sondern wurde allgemein für eine abgelegene Siedlung verwendet, vergleichbar Hintertupfingen.

## Geographie
Der Weiler liegt im Bröltal. Einziger Nachbarort ist Velken im Nordwesten, ansonsten ist der Ort von den Wäldern der Nutscheid umgeben. 

## Geschichte
1396 wird in einer Urkunde des Cassiusstiftes Bonn ein Rost von Crawynckel genannt.
1809 hatte der Ort 23 lutherische Einwohner.
1910 waren für Krahwinkel die Haushalte Schuster Friedrich Bender, Ackerer Karl Henrichs, Tagelöhner Wilhelm Kremer, die Ackerer August und Heinrich Schmidt sowie Ackerer Christian Schumacher verzeichnet.